# Alcea turkeviczii
Alcea turkeviczii är en malvaväxtart som beskrevs av Modest Mikhaĭlovich Iljin. Alcea turkeviczii ingår i släktet stockrosor, och familjen malvaväxter. Inga underarter finns listade i Catalogue of Life.